# いとうえい
いとう えいは、日本の漫画家。女性。一般向け作品と並行し、成人向け漫画も手がける。
一般誌では主に秋田書店の『ヤングチャンピオン烈』にて作品を発表している。同人サークル「Candy Pop」主宰。2003年に『コンプティーク』で『らいむいろ戦奇譚☆純』のコミック化を担当して以降は、一般向け漫画雑誌でも活動している。

## 来歴
2003年、『コンプティーク』（角川書店） にて、2003年12月号から2004年12月号まで『らいむいろ戦奇譚☆純』を連載。
2004年、『コミックガム』（ワニブックス） にて、2004年7月号から2007年12月号まで『断罪者 -TETRAGRAMMATON LABYRINTH-』を連載。
2008年、『月刊ヤングチャンピオン烈』（秋田書店） にて、Volume.12から2012年No.10まで『お気に召すままご主人サマ』を連載。『コミックハイ』（双葉社） にて、Vol.40からVol.50まで『ぶらこんッ!?』を連載。
2010年、『ヤングチャンピオン』（秋田書店）2010年N0.3に『お気に召すままご主人サマ 特別話』を掲載。
2012年、『月刊ヤングチャンピオン烈』（秋田書店） にて、2013年新年No.1から2016年No.3まで『恋人以上♡嫁未満』を連載。
2016年、『月刊ヤングチャンピオン烈』（秋田書店） にて、2016年No.6から2017年No.2まで『今宵、都市伝説をご一緒に！』を連載。『別冊ヤングチャンピオン』（秋田書店） 2016年12月号に、読切『戦え!! 年増戦隊ミソジーズ！』掲載。
2017年、『月刊ヤングチャンピオン烈』（秋田書店） 2018年新年No.1に、読切『部長ちゃん』掲載。
2018年、『月刊ヤングチャンピオン烈』（秋田書店） にて、2018年3月号から7月号まで『熟れすぎ!! 艶すぎ!? 部長ちゃん』を連載。
2019年、『月刊ヤングチャンピオン烈』（秋田書店） にて、2019年No.2から『高嶺の華は乱れ咲き』を連載。

## 作品リスト

### 一般コミック
- 『らいむいろ戦奇譚☆純』 （2003年 - 2004年、原作：あかほりさとる、角川書店、全2巻）
- 『断罪者 -TETRAGRAMMATON LABYRINTH-』 （2005年 - 2007年、ワニブックス、全6巻）
- 『ぶらこんッ!?』 （2009年7月10日発売[3]、双葉社〈アクションコミックス COMIC HIGH’S BRAND〉、ISBN 978-4-57583-646-2、全1巻）
- 『お気に召すままご主人サマ』 （秋田書店〈ヤングチャンピオン烈コミックス〉、全5巻）
  1. 2009年8月20日発売[4]、ISBN 978-4-253-25544-8
  2. 2010年9月17日発売[5]、ISBN 978-4-253-25545-5
  3. 2011年6月20日発売[6]、ISBN 978-4-253-25546-2
  4. 2012年1月20日発売[7]、ISBN 978-4-253-25547-9
  5. 2012年11月20日発売[8]、ISBN 978-4-253-25550-9
- 『恋人以上♡嫁未満』 （秋田書店、全4巻）
- 『今宵、都市伝説をご一緒に！』 （2017年3月17日発売[9]、秋田書店〈ヤングチャンピオン烈コミックス〉、ISBN 978-4-253-25698-8、全1巻）
- 『熟れすぎ!! 艶すぎ!? 部長ちゃん』 （2018年8月20日発売[10]、秋田書店〈ヤングチャンピオン烈コミックス〉、ISBN 978-4-253-25560-8、全1巻）
- 『高嶺の華は乱れ咲き』 秋田書店〈ヤングチャンピオン烈コミックス〉、既刊12巻（2025年6月19日現在）
  1. 2019年7月19日発売[11]、ISBN 978-4-253-25707-7
  2. 2020年1月20日発売[12]、ISBN 978-4-253-25708-4
  3. 2020年9月17日発売[13]、ISBN 978-4-253-25709-1
  4. 2021年4月20日発売[14]、ISBN 978-4-253-25710-7
  5. 2021年9月17日発売[15]、ISBN 978-4-253-25724-4
  6. 2022年4月20日発売[16]、ISBN 978-4-253-25725-1
  7. 2022年9月20日発売[17]、ISBN 978-4-253-25729-9
  8. 2023年4月20日発売[18]、ISBN 978-4-253-25730-5
  9. 2023年11月20日発売[19]、ISBN 978-4-253-25735-0
  10. 2024年4月18日発売[20]、ISBN 978-4-253-25840-1
  11. 2024年10月18日発売[21]、ISBN 978-4-253-25841-8
  12. 2025年9月19日発売[22]、ISBN 978-4-253-25842-5

### 成年コミック
1. 『淫らな果実』 （2000年7月発売[23]、晋遊舎〈晋遊舎コミックス〉、ISBN 4-88380-167-5）
2. 『恋愛依存症』 （2001年6月発売[23]、晋遊舎〈晋遊舎コミックス〉、ISBN 4-88380-223-X）
3. 『純少女』 （2002年4月18日発売[23]、松文館〈別冊エースファイブコミックス〉、ISBN 4-7901-0848-1）
4. 『絶対零度の天国』 （2002年7月27日発売[23]、フロム出版〈ベルコミックススペシャル〉、ISBN 4-89447-114-0）
5. 『少女図鑑』 （2002年10月18日発売[23]、松文館〈別冊エースファイブコミックス〉、ISBN 4-7901-0938-0）
6. 『秘密の関係』 （2003年11月28日発売[23]、松文館〈別冊エースファイブコミックス〉、ISBN 4-7901-1168-7）
7. 『LOVE!!―恋の翼を探して』 （2003年12月10日発売[24]、コアマガジン〈ホットミルクコミックス167〉、ISBN 4-87734-679-1）
8. 『MILK LIP』 （2005年1月30日発売[23]、三和出版〈サンワコミックス〉、ISBN 4-88356-302-2）
9. 『キスより大切』 （2005年7月9日発売[24]、コアマガジン〈ホットミルクコミックス203〉、ISBN 4-87734-862-X）
10. 『少女図鑑DX』 （2006年7月27日発売[25]、松文館〈ダイナコミックス〉、ISBN 4-7901-1766-9）
11. 『恋の涙と愛の蜜』 （2006年10月19日発売[24]、コアマガジン〈メガストアコミックス099〉、ISBN 4-86252-068-5）
12. 『ぷりプロ〜Princess+Propose〜』 （2008年7月19日発売[24]、コアマガジン〈メガストアコミックス176〉、ISBN 978-4-86252-420-1）
13. 『新装版 純少女』 （2008年2月26日発売、松文館〈別冊エースファイブコミックス〉、ISBN 978-4-7901-2083-4）
14. 『お姉さんじゃダメかしら?』 （2009年6月19日発売[24]、コアマガジン〈メガストアコミックス220〉、ISBN 978-4-86252-647-2）
15. 『その唇で囁いて』[26] （2009年11月30日発売、ワニマガジン社〈ワニマガジンコミックススペシャル〉、ISBN 978-4-86269-109-5）
16. 『貴方を吸ってもイイですか?』 （2010年8月19日発売[24]、コアマガジン〈メガストアコミックス261〉、ISBN 978-4-86252-852-0）
17. 『変質フェティシズム』 （2013年11月25日発売[24]、コアマガジン〈メガストアコミックス390〉、ISBN 978-4-86436-534-5）
18. 『花のさえずり』[27] （2014年8月11日発売[28]、ワニマガジン社〈ワニマガジンコミックススペシャル〉、ISBN 978-4-86269-322-8）
19. 『好きに使っていいよ』[29] （2017年7月20日発売[30]、ワニマガジン社〈ワニマガジンコミックススペシャル〉、ISBN 978-4-86269-500-0）
20. 『コットン＆レース』 （2017年11月18日発売[24]、コアマガジン〈メガストアコミックス527〉、ISBN 978-4-86653-126-7）
21. 『放課後まではガマンして』 （2020年1月31日発売[31]、ワニマガジン社〈ワニマガジンコミックススペシャル〉、ISBN 978-4-86269-688-5）
  - クロッチよりも愛してる…？ （COMIC快楽天 2019年11月号）
  - 彼氏がデニールをデシテックスと訂正する （COMIC快楽天 2018年4月号）
  - 図書室ではお静かに！ （COMIC快楽天 2019年7月号）
  - 認めなければノーカンです！ （COMIC快楽天 2020年1月号）
  - 彼女は甘やかしたがり （COMIC快楽天 2019年5月号）
  - その行動は愛ゆえに （COMIC快楽天 2019年9月号）
  - 多分、結局、最後は、女の手のひらの上 （COMIC快楽天 2019年3月号）
  - 恋はいつでも初体験!? （COMIC快楽天 2017年9月号）
  - 乙女心はいつも身悶え （COMIC快楽天 2018年6月号）
  - お嬢様は夢の中 （COMIC快楽天 2017年12月号）

### アンソロジー
- 『シャッフル・ガム』 （『コミックガム』2006年11月号付録にて『足洗邸の住人たち。』のパロディ4p）